# Препятствие (фильм)
«Препятствие» (англ. Roadblock) — фильм нуар режиссёра Харольда Дэниелса, который вышел на экраны в 1951 году.
Фильм рассказывает о честном страховом следователе Джо Питерсе (Чарльз Макгроу), который влюбляется в красивую охотницу за богатством Диану Морли (Джоан Диксон) и из любви к ней идёт на ограбление почтового поезда, а затем, чтобы скрыть следы преступления, убивает своего сообщника. Между тем характер Дианы резко меняется, и она вместо богатства вполне готова удовлетвориться тихой семейной жизнью с Джо на его скромную зарплату.
При оценке фильма интерес критики вызвал, в первую очередь, неожиданный сюжетный поворот, когда героиня вдруг изменила свои жизненные приоритеты, поставив положительного героя, пошедшего ради неё на преступление, в тяжёлое моральное положение, критика также высоко оценила эффектно поставленные первую и последнюю сцены фильма. Наряду с этим было обращено внимание на слабую проработку психологических мотивировок героев и на в целом невыразительную режиссуру, а также очевидно скромный бюджет картины, отразившийся на её качестве.
Это был последний фильм нуар, в котором ветеран жанра Чарльз Макгроу сыграл главную роль, и единственный нуар в карьере Джоан Диксон.

## Сюжет
В Цинциннати детектив «Юго-западной страховой компании» Джо Питерс (Чарльз Макгроу) вместе с коллегой и другом Гарри Миллером (Луис Джин Хейдт) проводит успешную операцию, задерживая преступника и возвращая 100 тысяч долларов, похищенных у клиента их компании. Отправляясь домой в Лос-Анджелес, Джо сталкивается в аэропорту с молодой красивой женщиной Дианой Морли (Джоан Диксон), которая покупает билет за полцены, в тайне от детектива выдав себя за его жену. Узнав об этом, Джо выражает ей своё неудовольствие, говоря, что не любит мошенников, при этом очевидно, что Диана сразу ему понравилась. Из-за непогоды самолёт делает вынужденную посадку в Канзасе, где Джо и Диану как мужа и жену селят в один гостиничный номер. Утром Диана рассказывает, что она родом из Техаса, где оставила любимого парня и отправилась на поиски лучшей жизни. Диана успела поработать манекенщицей, продавщицей и секретаршей, однако, по её словам, её начальники проявляли куда больший интерес к ней лично, чем к её работе. Теперь она направляется в Лос-Анджелес, где знакомые нашли ей хорошее место. Джо всё больше увлекается Дианой и пытается её поцеловать, однако девушка, отстраняет его на том основании, что её интересуют в жизни более дорогие вещи, чем те, которые Джо может себе позволить на зарплату в 350 долларов в месяц, заявляя, что она стремится попасть в «высшую лигу». По прибытии в Лос-Анджелес она целует Джо на прощанье, говоря, что больше они не увидятся.
Начальство благодарит Джо и Гарри за возвращение похищенных денег в полном объёме, одновременно поручая расследовать ограбление меховой компании «Бриссард», которое предположительно было организовано главой крупной криминальной структуры Кендаллом Уэббом (Лоуэлл Гилмор). В течение месяца следователи не могут найти никакой зацепки по этому делу, решая, в конце концов, проследить за Уэббом в одном из ночных клубов, которые тот посещает несколько раз в неделю. Перед самым Рождеством Джо видит, что вместе с Уэббом в клубе появляется Диана в меховой шубе. Увидев Джо, она подходит к нему поговорить. На вопрос, откуда у неё такая дорогая шуба, та отвечает, что заработала на неё как модель. Ярлык на шубе свидетельствует, что она не из магазина «Бриссард». Диана обнимает Джо и хочет его поцеловать, однако на этот раз он не отвечает на её поцелуй, показывая таким образом неодобрение её связи с Уэббом. Хотя многое указывает на то, что Уэбб замешан в этом деле, тем не менее, детективы не могут найти никаких конкретных улик против него. Не выдержав, они приходят к Уэббу домой, задавая вопросы о его возможной связи с кражей мехов на том основании, что магазин «Бриссард» расположен в принадлежащем ему здании. Вскоре появляется Диана в новой меховой шубе, однако после того, как Уэбб показывает чек на её покупку, следователи вынуждены удалиться. Джо, который всё более влюбляется в Диану, решает сделать ей сюрприз, без её ведома устанавливая и украшая в её квартире рождественскую ель. После появления Дианы они объясняются друг другу в любви и целуются, однако Диана продолжает утверждать, что не сможет с ним жить из-за его маленькой зарплаты. Расстроенный Джо уходит.
На следующий день на работе Джо читает служебную записку о том, что через двадцать дней почтовая служба будет перевозить из Лос-Анджелеса в Сан-Франциско поездом наличные деньги на сумму 1,25 миллионов долларов. И поскольку страхование перевозки осуществляет его компания, у Джо будет доступ ко всем техническим деталям этой поставки. Неожиданно для себя Джо решает воспользоваться такой возможностью ради удовлетворения материальных запросов Дианы. Он приходит в офис Уэбба, показывая гангстеру подробное досье о его криминальной деятельности, однако обещает не давать ему ход, так как предлагает совместное дело. Джо готов передать Уэббу детальную информацию по предстоящей перевозке денег, рассчитывая получить за это одну треть от добычи, что составляет 400 тысяч долларов. Уэбб подтверждает, что у него есть люди и ресурсы для реализации этого дела и соглашается на предложение Джо. Накануне Рождества Уэбб уезжает в Лас-Вегас, чтобы провести праздники с семьёй. Оставшись одна, Диана выпивает в баре, а затем приезжает домой к Джо, где обнимает его и неожиданно заявляет, что хочет выйти за него замуж, не важно, за бедного или за богатого. Джо удивлён таким изменением взглядов Дианы, однако счастлив этому. Они целуют друг друга в знак любви и решают пожениться. После возвращения Уэбба, Джо приезжает к нему домой, чтобы отменить ограбление, однако Уэбб убеждает его, что если он женится на Диане, то рано или поздно ему понадобятся деньги на её содержание. После тяжёлых раздумий Джо соглашается с мнением Уэбба, и они прорабатывают последние детали ограбления, которое совершит команда из пяти человек. Джо просит после ограбления упаковать его долю в огнетушитель и выслать его почтой на адрес его загородного коттеджа без указания имени отправителя.
После женитьбы Джо и Диана, которая ничего не знает о предстоящем ограблении, отправляются провести медовый месяц в горах Северной Калифорнии, где у Джо и Гарри есть общий коттедж. Новобрачные счастливо проводят дни вдвоём, однако неделю спустя в день ограбления Джо начинает заметно нервничать. Почувствовав это, Диана просит объяснить ей, в чём дело. Когда Джо рассказывает ей об ограблении, она заявляет, что ей нужен только он, а не деньги. Она просит отменить ограбление, однако уже слишком поздно. Ночью они слушают по радио программу новостей, в которой сообщается об ограблении почтового поезда, в результате которого группе хорошо вооружённых преступников удалось скрыться с тремя мешками наличных денег, при этом во время ограбления был тяжело ранен один сотрудник почтовой службы. Джо возбуждён от сознания того, что скоро они будут богатыми, однако Диана глубоко расстроена. На следующий день Джо вызывают на работу, поручая расследовать это ограбление. Перед отъездом в город Джо забирает на почте огнетушитель, в котором Уэбб прислал его долю добычи, и отвозит его в свой горный коттедж.
В Лос-Анджелесе Гарри и ещё один следователь Рэй Иган (Милбёрн Стоун) сообщают Джо, что поскольку грабители точно знали все детали перевозки денег, они уверены, что в деле замешан кто-то из 28 сотрудников компании, которые имели доступ к информации о перевозке. Далее Иган говорит, что уже подробно выяснил всё, что делал Джо в течение последней недели, включая получение огнетушителя, и снимает с него все подозрения. Гарри добавляет, что раненый почтовый клерк умер этим утром, и теперь это дело не только об ограблении, но и об убийстве. Детективам уже удалось выяснить, что грабители скрылись на самолёте-амфибии и обнаружить место, откуда он взлетел. По следам, оставленным на взлётной площадке, детективы вычисляют модель самолёта, а вскоре находят и его пилота Партоса (Ричард Ирвинг), который по снимкам в полицейской базе опознаёт одного грабителей по имени Мэтт Де Вита (Стивен Робертс). Когда Де Виту вызывают на допрос, взволнованный Джо звонит Уэббу, однако тот заявляет, что Де Вита никогда не заговорит, особенно если к нему применят жёсткие меры. Чтобы убедиться в твёрдости Де Виты, Джо сам начинает жестоко бить его во время допроса, что вызывает удивление у Гарри, так как такая жестокость совершенно не характерна для Джо. Вечером он приходит домой к Джо и Диане, решая выяснить, всё ли у них в порядке, так как Джо ведёт себя слишком нервно. Между делом он сообщает, что за этим ограблением, вероятно, стоит Уэбб, так как Де Вита является одним из его подручных. После ухода Гарри Джо вместе с Дианой направляется в горный коттедж за деньгами.
Понимая, что дело становится опасным, Уэбб упаковывает свою долю в чемодан и собирается бежать. В этот момент ему звонит Джо, сообщая ему, что Де Вита якобы «запел», после чего предлагает немедленно встретиться для разговора в пустынном месте за городом. Несмотря на возражения Уэбба, Джо убеждает гангстера, что у него есть план, как можно снять с себя все подозрения. Во время встречи Уэбб пытается достать пистолет, однако Джо опережает его и начинает избивать своего сообщника. Когда Уэбб теряет сознание, Джо сажает его в машину и сталкивает с дороги. Машина несколько раз переворачивается и сгорает. Сразу после этого Джо от имени Уэбба диктует по телефону телеграмму его жене, сообщая, что вскоре она получит посылку, содержимое которой надо будет положить в банковскую ячейку. После этого Джо посылает ей посылку с несколькими пачками денег, которые он забрал из чемодана Уэбба. В тот момент, когда в банке жена Уэбба перекладывает деньги из посылки в ячейку, её задерживают агенты страховой компании. Тем временем Гарри и Иган идентифицируют обгоревшие деньги в машине Уэбба как похищенные в ходе ограбления. Так как все участники ограбления арестованы, а Уэбб погиб, Джо рассчитывает, что дело закроют. Однако его босс, посчитав все найденные и конфискованные деньги, устанавливает, что не хватает ещё примерно 400 тысяч, и поручает сотрудникам продолжить расследование.
Гарри приглашает Джо в бар, где прямо обвиняет его в том, что он вместе с Уэббом организовал ограбление поезда. Гарри объясняет, что, во-первых, он обратил внимание на необычное нервное поведение Джо в последнее время. Во-вторых, Гарри сам недавно покупал огнетушитель для их горного коттеджа, и потому Джо скорее всего купил ещё один, чтобы получить в нём деньги. И, в-третьих, Джо проговорился, что грабителей было в самолёте пятеро, хотя не мог этого знать до допроса пилота. Кроме того, Гарри уверен в том, что Уэбба убил именно Джо, чтобы таким образом обрубить концы и закрыть дело. Гарри предлагает Джо пойти в полицию, во всём сознаться и сдать деньги. Джо делает вид, что подчиняется, однако при выходе из бара бьёт Гарри бутылкой по голове и убегает. Он звонит Диане, поручая ей взять с собой только деньги и немедленно приехать на встречу с ним. На машине они пытаются вырваться из Лос-Анджелеса и добраться до мексиканской границы, однако полиция успевает выставить блокпосты на выезде из города, и Джо попадает в ловушку. Преследуемый полицейскими машинами, он сворачивает в сухое бетонное русло реки Лос-Анджелес, надеясь обойти блокпосты, однако полиция успевает перекрыть все выезды из русла. Чтобы спасти Диану, Джо выталкивает её из машины, а сам вскоре бросает машину и пытается подняться по стене русла, однако его убивает полиция. Джо умирает на руках подоспевшей Дианы, после чего она нетвёрдой походкой удаляется вдоль русла.

## В ролях
- Чарльз Макгроу — Джо Питерс
- Джоан Диксон — Диана Морли
- Лоуэлл Гилмор — Кендалл Уэбб
- Луис Джин Хейдт — Гарри Миллер
- Милбёрн Стоун — Иган
- Джозеф Крехан — Томпсон (в титрах не указан)

## Создатели фильма и исполнители главных ролей
По словам историка кино Джеффа Стаффорда, «сравнительно неизвестный режиссёр и актёр Харольд Дэниелс» за свою творческую карьеру поставил 11 низкобюджетных художественных фильмов, наиболее заметными среди которых были криминальные драмы «Женщина из Танжера» (1948), «Зловещий порт» (1953) и «Свидание со смертью» (1959), а также фильм ужасов «Мой мир умирает с криком» (1958).
Чарльз Макгроу был одним из признанных актёров жанра нуар, исполнив роли различного масштаба в 20 фильмах этого, в том числе главные роли в фильмах «Ограбление инкассаторской машины» (1950) и «Узкая грань» (1952), а также значимые роли второго плана в фильмах «Убийцы» (1946), «Инцидент на границе» (1949), «Угроза» (1949), «Переулок» (1950), «Женщина его мечты» (1951) и «Петля» (1954).
Джоан Диксон за свою кинокарьеру сыграла в 10 фильмах категории В, девять из которых вышли в период 1950—1953 годов, в частности, она исполнила главные роли в криминальных драмах «Отряд Банко» (1950) и «Эксперимент Алькатрас» (1950), а также в вестернах «Игра оружия» (1951), «Горячий свинец» (1951), «Закон пустошей» (1951), «Пистолетный урожай» (1951) и «Проход через пустыню» (1952). Сыграв свою последнюю роль в 1958 году в комедии «Я женился на женщине» Диксон в возрасте 28 лет завершила свою актёрскую карьеру.

## История создания фильма
Как пишет историк кино Гленн Эриксон, «в начале 1950 года молодой продюсер RKO Pictures Стэнли Рубин сделал выдающийся нуаровый триллер „Узкая грань“, который выявил звёздный потенциал актёров Чарльза Макгроу и Мэри Виндзор, и произвёл такое впечатление на рабочих просмотрах, что вскоре Рубин получил несколько предложений от других студий». Однако глава RKO Говард Хьюз «задержал выход фильма почти на два года, фактически лишив Макгроу возможности закрепиться в качестве исполнителя главных ролей в Голливуде». Как далее пишет Эриксон, «фильм „Препятствие“ был снят после, но выпущен до „Узкой грани“, и не в состоянии претендовать на статус классики, хотя и даёт крутому парню со скрипучим голосом (Макгроу) содержательную роль. Этот фильм окажется для Макгроу последним, где он выступил в качестве звезды».
Как пишет Дэвид Хоган, автором истории, положенной в основу фильма, был известный голливудский сценарист Дэниел Мэйнвэринг, который в данном случае выступил под псевдонимом «Джеффри Хоумс». Мэйнверинг писал историю под впечатлением от реального дела 1924 года с участием преступного почтового инспектора в Джорджии.
Согласно информации «Голливуд репортер» от августа 1949 года, первоначально режиссёром картины был назначен Дон Сигел, а продюсером должен был стать Алекс Готтлиб. Однако в августе 1950 года «Голливуд репортер» сообщил, что Гарольд Дэниелс был назначен и сценаристом, и режиссёром картины, между тем, в титрах фильма он указан только как режиссёр.
Рабочее название этого фильма — «Пройти преступную милю».
Как отмечено на сайте Американского института киноискусства, кульминационная погоня на автомобилях снималась в зацементированном русле реки Лос-Анджелес, которое с тех пор стало популярным местом для киносъёмок. По словам Джеффа Стаффорда, «сцена погони по сухому водостоку стала великолепным выбором натуры в отличие от большинства криминальных фильмов студии RKO, большинство из которых были жёстко привязаны к студии. Съёмки в дренажной системе Лос-Анджелеса вызывают ещё более памятны» по фантастическому фильму «Они!» (1954), а позднее — по таким успешным картинам, как «В упор» (1967), «Китайский квартал» (1974), «Бриолин» (1978), «Терминатор 2» (1991), «Последний герой» (1993) и «Ограбление по-итальянски» (2003).

## Оценка фильма критикой

### Общая оценка фильма
Историк кино Джефф Стаффорд назвал картину «изобретательно сочинённым и плотно поставленным фильмом нуар, который содержит больше сюжетных поворотов, чем петляющая горная дорога», и где, по мнению киноведа, «начиная с первого эпизода становится ясно, что это незаурядный фильм категории В». Спенсер Селби назвал картину «поставленным в хорошем темпе, фаталистическим нуаровым триллером с хорошей игрой Макгроу», а Майкл Кини — «коротким фильмом с плотным сюжетом о честном страховом детективе, который становится плохим из-за жадной до денег дамочки». По мнению критика, «в отличие от типичных для фильмов нуар неожиданных финалов эту картину отличает очень умное неожиданное начало». Историк кино Ханс Воллстейн отмечает, что «этот захватывающий фильм нуаротносится к серии низкобюджетных криминальных триллеров RKO с участием в основном неизвестных актёров, что само по себе гарантирует определённую аутентичность происходящему». Критик оценивает картину как «серьёзную мелодраму об ограблении, кульминацией которой становится увлекательная погоня на автомобилях по высохшему руслу реки Лос-Анджелес». Как написал Брайан Макдоннелл, «подобно многим низкобюджетным драмам 1940-50-х годов, фильм был создан для заполнения нижней половины программы на двойных сеансах, и в этом качестве является примером добротной криминальной мелодрамы категории В». Киновед отмечает, что «в отличие от неожиданного окончания, типичного для нуарового жанра, этот фильм содержит неожиданный поворот в самом начале, когда зрители думают, что Макгроу убийца, пока не выясняется, что он страховой следователь». Макдоннелл выделяет также «кульминацию фильма во время полицейской погони в тумане по бетонированному руслу реки Лос-Анджелес, которая снята в увлекательном полудокументальном стиле». За кульминацией следует «пессимистический финал, в котором высокие и крутые стенки русла символизируют препятствие, не позволяющее Джо сбежать, и во время попытки взобраться по стенке наверх его убивают на глазах страдающей от горя Дианы».
Как отмечают историки жанра нуар Боб Порфирио и Алан Силвер, «подобно коррумпированным полицейским в фильмах „Вор“ (1951) и „Лёгкая добыча“ (1954) крушение Джо Питерса неотвратимо связано с сексом и деньгами. Соавторы сценария Стив Фишер и Джеффри Хоумс берут сюжет бульварной истории и сочетают его с атмосферой неудовлетворённости среднего класса и всепроникающей коррупцией, чтобы объяснить срыв и падение Питерса». По мнению Денниса Шварца, «в фильме нет ничего особенного, это типичный низкобюджетный фильм нуар начала 1950-х годов, который изящно указывает на то, что корень проблем человечества — это секс и алчность». По мнению Дэвида Хогана, «это менее значимый нуар, и безусловно самый слабый из тех трёх, в которых Чарльз Макгроу сыграл главные роли для РКО. Недостатков и просчётов мириад. Главный среди них заключается в том, что Джо отказывается от своих принципов с абсурдной быстротой. Сущность такого рода нуаровых ситуаций заключается в том, что конфликтующий с собой антигерой должен мученически страдать, взвешивая, стоит ли идти до конца в неверном направлении». Однако в данном случае «Джо конфликтует с собой лишь два или три мгновения и даже не задумывается о том, что он станет плохим ради своей девушки». При этом Диана — «совершенно вопреки всем законам нуара и хорошей драмы, не говоря уж о том, как она перед этим подавалась зрителю — превращается в хорошую девушку», вполне счастливую скромным доходом Джо. После того, как в начале картины она постоянно подчёркивала свои материальные амбиции, такое стремительное преображение «просто-напросто необъяснимо». Как полагает Эриксон, «если бы не роковая женщина, то это был бы не фильм нуар, а просто криминальная история». При этом «Диана — это не вполне роковая женщина. Она никогда не подстрекает Джо к нарушению закона». Тем не менее, по словам критика, фильм не может придумать ничего иного, как обвинить Диану в падении Джо, поскольку если «женщина выходит за рамки своей гендерной роли, она ужа воспринимается как виновная», и потому этот «увлекательный, но торопливый фильм» приобретает «неявный характер мизогинического нуара».

### Оценка работы режиссёра и творческой группы
Как пишет историк кино Деннис Шварц, «сценаристы Стив Фишер и Джордж Брикер использовали рассказ Ричарда Ландау и Джеффри Хоумса о слабом, поддающемся похоти человеке, погружая его в ситуацию послевоенного экономического бума, когда средний класс стремился прорваться к чему-то большему». Однако «всё сделано настолько вяло и фальшиво», что «трудно сопереживать тому, как правдоруб Макгроу потерял свою честность и жизнь из-за бесчувственной бабёнки, которая по иронии судьбы в этот момент полюбила его таким, каков он есть. Неожиданный моральный коллапс Честного Джо и его одержимость такой бессердечной женщиной, которая, казалось бы, является его противоположностью, совершенно не убедительны». По мнению Шварца, делу не помогает и работа режиссёра Дэниелса, который «ставит эту бульварную криминальную историю грамотно, но без вдохновения, а также ординарная операторская работа Николаса Мусураки». С другой стороны, Стаффорд считает, что «фильм сильно выигрывает от чёткой работы хорошо известного нуарового оператора Николаса Мусураки, которая повышает качественный уровень фильма». Макдонелл также считает, что «визуальный стиль картины (особенно, в сценах экшна) усиливает работа такого мастера нуаровой постановки света, как Николас Мусурака, который известен по фильму „Из прошлого“ (1947)».
По мнению Гленна Эриксона, хотя «фильм имел хороших авторов, таких как Джеффри Хоумс (Дэниел Мэйнвэринг) и Стив Фишер, тем не менее, психологическая разработка персонажа Макгроу и его реплики разочаровывают. Так, в самом начале картины Джо предстаёт как стойкий и законопослушный парень, которого соблазняет и сбивает с толку сексуальная Диана. Однако затем Джо неожиданно оказывается способным на некоторые довольно безжалостные поступки, включая жесткое убийство». Далее Эриксон указывает на то, что «фильм не может скрыть своей дешевизны. Сюжет вращается вокруг крупного ограбления поезда», однако эта ключевая сцена «происходит за пределами экрана, и вместо неё зрителю показывают, как Джо играет с детским паровозиком в сельском магазине во время своей поездки в горы». Киновед продолжает: «При создании этого ограниченного в средствах фильма студия фильм RKO экономила на всём. В частности, многие сцены на городских улицах в действительности снимались в стандартных павильонах RKO». Кроме того, «в изобилии использована хроникальная съёмка. В частности, автоавария, которая происходит в холмистой местности на Малхолланд-драйв, представлена хроникальными кадрами комбинированной съёмки из фильма „Высокая Сьерра“ (1940), действие которого происходит на пустынной равнине. Кроме того, неудачно выполнен и монтаж сцены — в то время, как Макгроу лишь слегка толкает машину, она вдруг неожиданно летит со скоростью 40 миль в час». По мнению Эриксона, фильм «реабилитируется лишь в увлекательной кульминационной сцене, где массивные машины несутся по огромному цементному руслу сливного сооружения. К этому моменту Диана уже полностью переродилась во влюблённую невинность, и единственный способ, которым Джо может показать, что он всё ещё порядочный парень — это вытолкнуть её из машины на грязный цемент».

### Образы Джо и Дианы в фильме
Брайан Макдоннелл отмечает, что «персонаж Макгроу здесь морально слабее, чем его обычные крутые нуаровые герои», представая как «типичный попавший в ловушку нуаровый протагонист, соблазнённый заманчивой комбинацией секса и богатства». В отличие от героини Диксон, которая «меняется в сторону морали, он меняется в противоположном направлении, превращаясь из Честного Джо в человека, который предаёт своего работодателя и в конце концов совершает убийство».
Как пишет Кини, «Макгроу с квадратной челюстью серьёзно западает на великолепную Диксон, но он всего лишь работяга с окладом 340 долларов в месяц, а у неё большие планы. Надеясь добиться её любви, он планирует ограбление вместе с преступным владельцем ночного клуба. Неожиданно Диксон меняется и влюбляется в Макгроу, несмотря на то, что он относится к нижнему среднему классу. Однако он настолько неуверен в их отношениях, что всё равно идёт на участие в ограблении, чем даёт ход своему падению к пороку и убийству». Стаффорд задаётся вопросом: «Что может вынудить хорошего копа стать плохим? Красивая женщина? Большая добыча? Ощущение властных полномочий? Для Джо Питерса — всё это вместе, но прежде всего, это роковая женщина, которая разжигает сначала похотливое желание, а затем и алчность копа».
Гленн Эриксон обращает внимание на резкие перемены в характере Дианы. Сначала она, обманным образом используя Джо, незаконно экономит несколько баксов на авиабилете, начиная «размывать твёрдость его моральных устоев», а затем даёт ему понять, что «он не может себе позволить такую дорогую вещь, как она». Однако некоторое время спустя Диана «неожиданно решает, что согласна на низкую зарплату Джо, так как любит его». По словам Эриксона, «единственный ключ к её перемене заключается в том, что во время празднования Рождества она остаётся одна, когда её спонсор уехал к своей жене и семье». И, наконец, Диана превращается в счастливую домохозяйку, которая не имеет ничего против того, чтобы переехать в более дешёвую квартиру и не хочет ничего, кроме своего мужчины. Как замечает Эриксон, «люди, конечно, меняются, но безжалостно материалистическая Диана исчезает так быстро и без остатка, как будто ей сделали трансплантацию мозга». По его мнению, «сексистский сценарий картины даёт понять, что сладострастная тигрица, которая не была не согласна ни на что иное, кроме бриллиантов и мехов, была приручена с помощью супружеского секса», которого оказалось достаточно, чтобы сделать её правильной.

### Оценка актёрской игры
Боб Порфирио и Алан Силвер отмечают, что «Чарльз Макгроу играет нетипичного для себя слабого героя. Его обычный невозмутимый вид, крепкая фигура и рубленые черты лица иронически контрастирует с создаваемым им образом сексуально одержимого неудачливого преступника. Как и герой „Лёгкой добычи“, его персонаж узнаёт слишком поздно, что недостижимый объект можно получить себе без обращения к криминальной деятельности», и как отмечают авторы статьи, «сцена смерти Питерса в сухом русле реки Лос-Анджелес наглядно подтверждает то, что он оказался в фатальной для себя ловушке». По мнению Стаффорда, «Макгроу, который на протяжении своей карьеры играл в равной мере как крутых полицейских, так и опасных преступников, здесь идеален в роли героя, который превращается в антигероя». Кини считает, что Макгроу здесь «отличен в одной из своих немногочисленных главных ролей», Макдоннелл также отмечает, что «фильм является редким примером, когда суровый характерный актёр Чарльз Макгроу играет главную роль». В данной картине он предстаёт в образе «честного страхового следователя, который становится плохим, предлагая собственную вариацию распространённой нуаровой темы об офицерах полиции, развращённых сексом или деньгами».
Как пишет Макдоннелл, «Джоан Диксон играет красивую и сексуальную женщину, которая провоцирует Джо на предательство своей фирмы, которой он был верен. Когда между ними возникает связь, быстро возникает тема алчности, после того, как она говорит Джо, что любит „путешествовать первым классом“ и что по своим материальным амбициям она метит в „высшую лигу“». Кини считает, что «Диксон довольно хороша в роли роковой женщины с задним мыслями», а по мнению Эриксона, «Диксон со своим томным взглядом выглядит бесподобно. Она немного похожа на Гэйл Расселл, но без душевности последней», кроме того, «сценарий и постановка ей ничем не помогают, снабжая наихудшими репликами». Критик отмечает, что в тот момент «Диксон вышла на первый план как очередная находка Хьюза для РКО, у которой был потенциал, но она продержалась не слишком долго. Это была её самая крупная картина, однако, вероятно, актёрская игра не была для неё главным интересом в жизни» и вскоре она завершила карьеру. Хоган считает, что «Диксон, если не считать её практически подавляющей красоты, едва ли была грамотной актрисой, к тому же с довольно тоненьким голоском». Он также пишет, что «Диксон была очередной контрактной актрисой, лично отобранной боссом студии Говардом Хьюзом на роль восходящей звезды. Однако добиться успеха актрисе абсолютно не удалось, и она была бы полностью забыта, если бы не Чарльз Макгроу, который своим властным присутствием периодически оживляет этот фильм».
Кини также выделяет игру «крепкого характерного актёра Луиса Джина Хейдта, который исполнил множество малых ролей в фильмах нуар». Стаффорд также считает, что Хейдт «производит впечатление в роли приятеля Джо по расследованию, который почти сразу чувствует, что не всё в порядке у его отправляющегося на уик-энд партнёра». Наконец, Стаффорд отмечает также игру «Лоуэлла Гилмора, который испускает змеиные чары в роли элегантного, но хитрого Кендалла Уэбба, имеющего много общего с персонажем Джорджа Макреди из „Гильды“ (1946)».